# Droga wojewódzka nr 821
Droga wojewódzka nr 821 (DW821) – droga wojewódzka klasy Z (zbiorcza) o długości 13,680 km łącząca Tarło położone 7 km na północ od Lubartowa z Ostrowem Lubelskim. Droga przebiega równoleżnikowo przez teren powiatu lubartowskiego oraz gmin: Niedźwiada i Ostrów Lubelski.

## Charakterystyka trasy
Droga jest częścią szlaku komunikacyjnego relacji Lubartów - Ostrów Lubelski. Z Lubartowa do Tarła prowadzi droga wojewódzka nr 815.

## Zarządcy drogi
Za drogę na całej długości odpowiedzialny jest Zarząd Dróg Wojewódzkich w Lublinie - Rejon DW Parczew.

## Miejscowości leżące przy trasie DW821
- Tarło 815
- Tarło-Kolonia
- Kaznów
- Kaznów-Kolonia
- Ostrów Lubelski 813